# Eurybia (plant)
Eurybia (basioniem: Aster subgen. Eurybia) is een geslacht uit de composietenfamilie (Asteraceae). De Flora of North America en de Flora of China erkennen 23 soorten (waaronder één natuurlijk voorkomende hybride). Deze komen voor in Azië, Europa en Noord-Amerika. 
Het zijn 10-120 cm hoge, overblijvende planten.